# Herick Campos
Herick Manuel Campos Arteseros (Villajoyosa, Alicante, 12 de marzo de 1976) es un político español.

## Biografía
Secretario General de las Juventudes Socialistas de España desde 2000 hasta 2007. Fue elegido diputado por Alicante en 2004. Cesó en el cargo en julio de 2016 y volvió a tomar posesión en noviembre de 2017. Diputado de la VIII, IX, X, XI y XII legislaturas.
Fue portavoz de industria, pymes, y comercio del PSOE en el Congreso de los Diputados y portavoz adjunto de Interior y vicepresidente primero de la Comisión de Interior del Congreso. Desde agosto de 2019 es Director de Turismo de la Generalitat Valenciana y Director de "Turisme Comunitat Valenciana"
En legislaturas anteriores ha tenido diversas responsabilidades dentro del Grupo Socialistas: portavoz de Juventud, portavoz adjunto de Cambio Climático, Portavoz adjunto de turismo, y portavoz adjunto de energía. En el Congreso ha sido secretario de la Comisión de Defensa, y Vicepresidente 1º de la comisión de Agricultura, Pesca y Medio Ambiente.
Casado y con dos hijas. 
Milita en UGT. 
Tiene completado el primer ciclo de la Licenciatura Sociología en la Universidad de Alicante. Certificado de Especialización en Marketing y Producto Turístico UOC-OMT. Experto universitario en Derecho del Turismo por la UNED. Ha cursado EGB, Bachillerato, COU, y el Programa Ejecutivo de Gestión para Parlamentarios del Business School Executive Educación.
Ha trabajado en el Camping Sertorium en diferentes responsabilidades como recepcionista, mantenimiento, y turno de noche; en ECOS–Alacant, como coordinador de voluntariado; y en Cursos Internacional Let's Go en Reino Unido, como monitor. 
Fue miembro de la Comisión Ejecutiva Federal del PSOE y del Comité Federal del PSOE desde 2000 hasta 2007. Anteriormente, desempeñó varias responsabilidades el PSPV-PSOE y en JSPV.
Ha ostentado diversos cargos de representación en la Universidad de Alicante, destacando el de Presidente del Consejo de Alumnos, donde fue también presidente de Campus Joven. Fue presidente de la gestora de la fundación del Consejo de la Juventud de España y ha participado en numerosas comisiones y encuentros del Consell de la Joventut de la Comunitat Valenciana y del Consejo de la Juventud de España.
El 7 de agosto de 2019 es nombrado director general de Turismo de la Generalidad Valenciana durante la X Legislatura.